# Фастів I
Фастів I (Фастів-Перший) — вузлова позакласна дільнична станція Козятинської дирекції Південно-Західної залізниці (Україна), входить до складу Фастівського залізничного вузла. Розташована в місті Фастові Київської області.
Місто Фастів має зручне залізничне сполучення. У Фастові знаходиться моторвагонне депо, в якому відстоюються електропоїзди Південно-Західної залізниці та здійснюється їх технічне обслуговування. Тут щоденно формується і вирушає досить велика кількість вантажних поїздів. Станція має значні обсяги транзитних перевезень.
Від станції Фастів I відгалужуються чотири електрифіковані лінії:
- на Козятин I (завдожки 93 км)
- на Житомир (101 км)
- на Київ-Волинський (57 км)
- на Миронівку (103 км).

У північній частині станції розташоване моторвагонне депо «Фастів» (РПЧ-8).

## Історія
На початку 1870-х років Міністр шляхів сполучення граф Володимир Бобринський ініціював будівництво Фастівської залізниці від Фастова до станції Бобринська (нині — Імені Тараса Шевченка, м. Сміла), де розташовувалося на той час Управління Фастівської залізниці, а також цукрові заводи графа Бобринського.
Станція Фастів І відкрита 1870 року. До будівництва вокзалу у Фастові був запрошений архітектор Валер'ян Куликовський, випускник Петербурзької Академії.

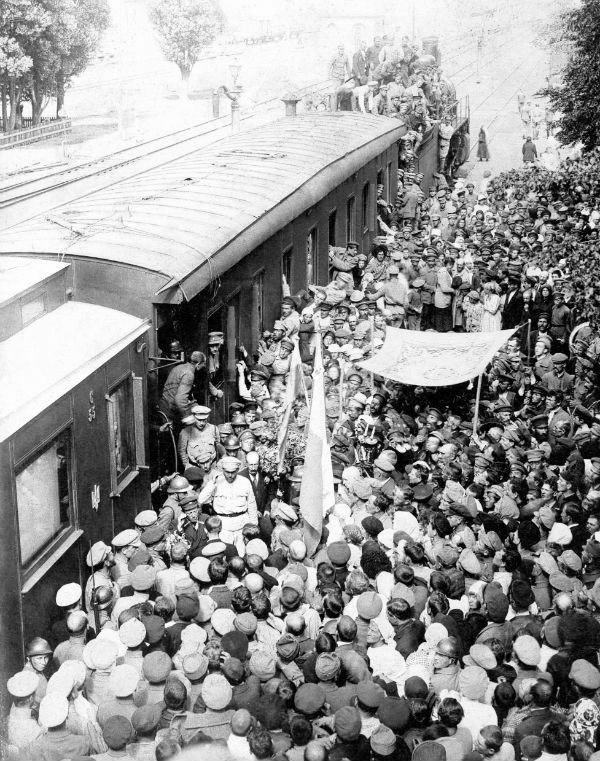
Зустріч Симона Петлюри на вокзалі у Фастові (29 серпня 1919)

Залізничники Фастова активно виступали проти царизму під час першої російської революції (1905—1907), Першої світової війни, громадянської війни.
До визначних подій історії в контексті загальноукраїнської історії слід віднести й підписання на коліях Фастівського вокзалу 1 грудня 1918 року договору про злуку між Українською Народною Республікою і Західноукраїнською Народною Республікою в одну державну одиницю.
Будівля вокзалу була зруйнована під час Другої світової війни. Проєктування нової будівлі вокзалу здійснювалося тривалий час. Лише у 1949 році приступили до реалізації проєкту, а 1952 року — новий вокзал був введений в експлуатацію.
У серпні 2011 року завершені роботи щодо електрифікації дільниці Фастів І — Житомир, які дозволили у найкоротший термін здійснити величезний комплекс колійних, електромонтажних, будівельних робіт тощо. Статистика свідчить, що задля впровадження цього проєкту Південно-Західною залізницею було змонтовано контактну мережу завдовжки 101 км, встановлено майже 2200 опор контактної мережі, розкатано 116 км несучого та контактного дроту, а також встановлено пересувну тягову підстанцію «Житомир-Тяга» на станції Крошня.

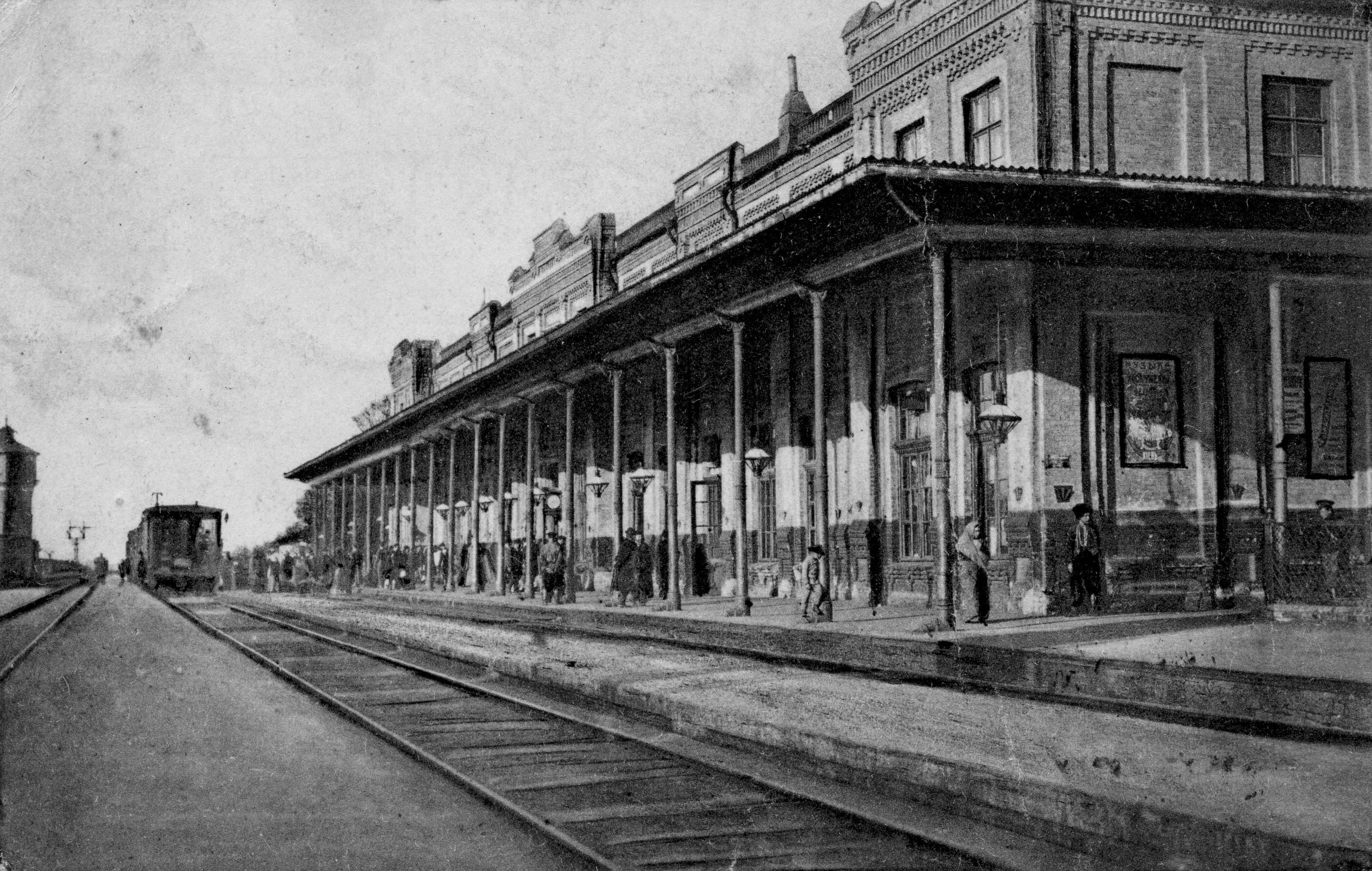
Вокзал на початку XX століття
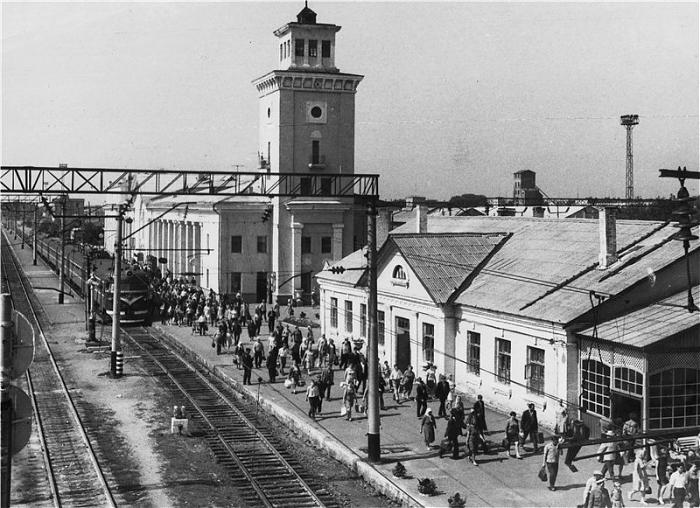
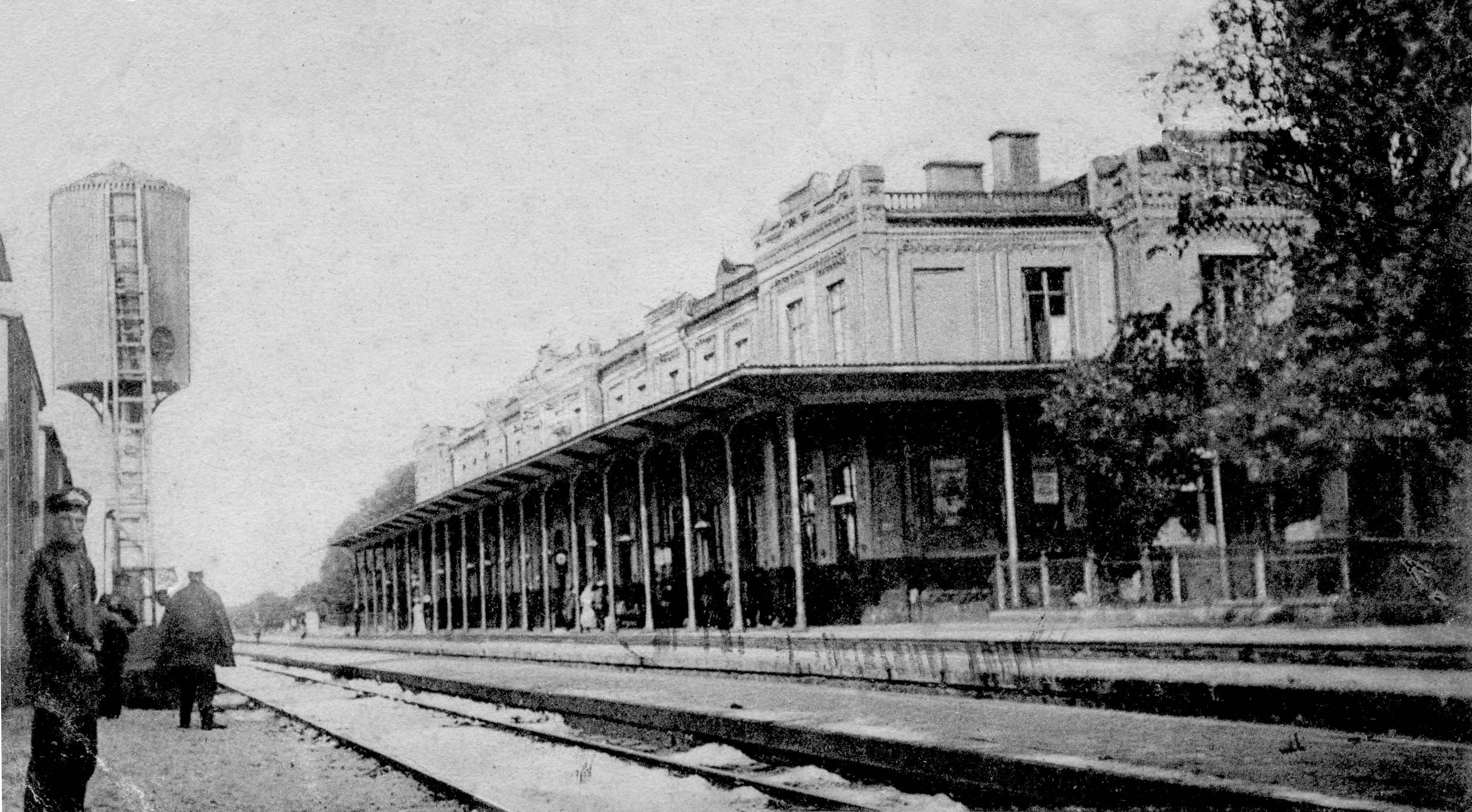

23 серпня 2011 року, до 20-річчя Незалежності України, для мешканців величезного залізничного вузла та регіону на межі Київської, Житомирської та Вінницької областей відкрито новий сучасний вокзал станції Фастів.

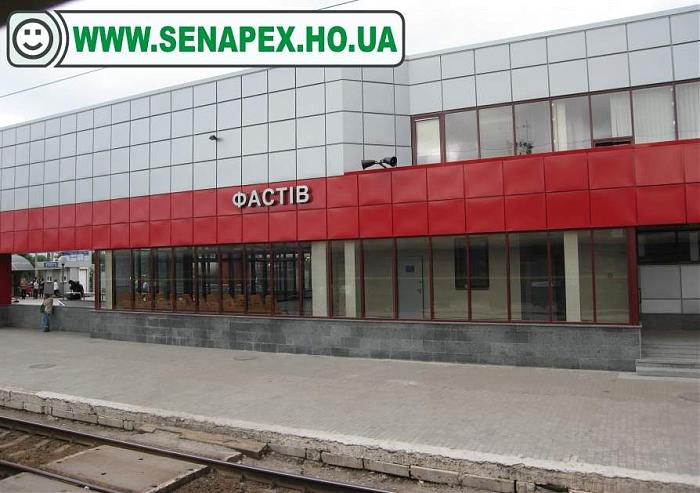
Сучасна будівля вокзалу (відкрита 23 серпня 2011 року)

Нову споруду зведено впродовж півроку за останніми будівельними технологіями. Двоповерхова будівля зі скла, легких металоконструкцій і бетону прийшла на зміну старому вокзалові, який проіснував з 1952 року. Для пасажирів створено сучасні умови для очікування приміських та пасажирських поїздів. На місці старого вокзалу спроєктовано сквер.

## Пасажирське сполучення

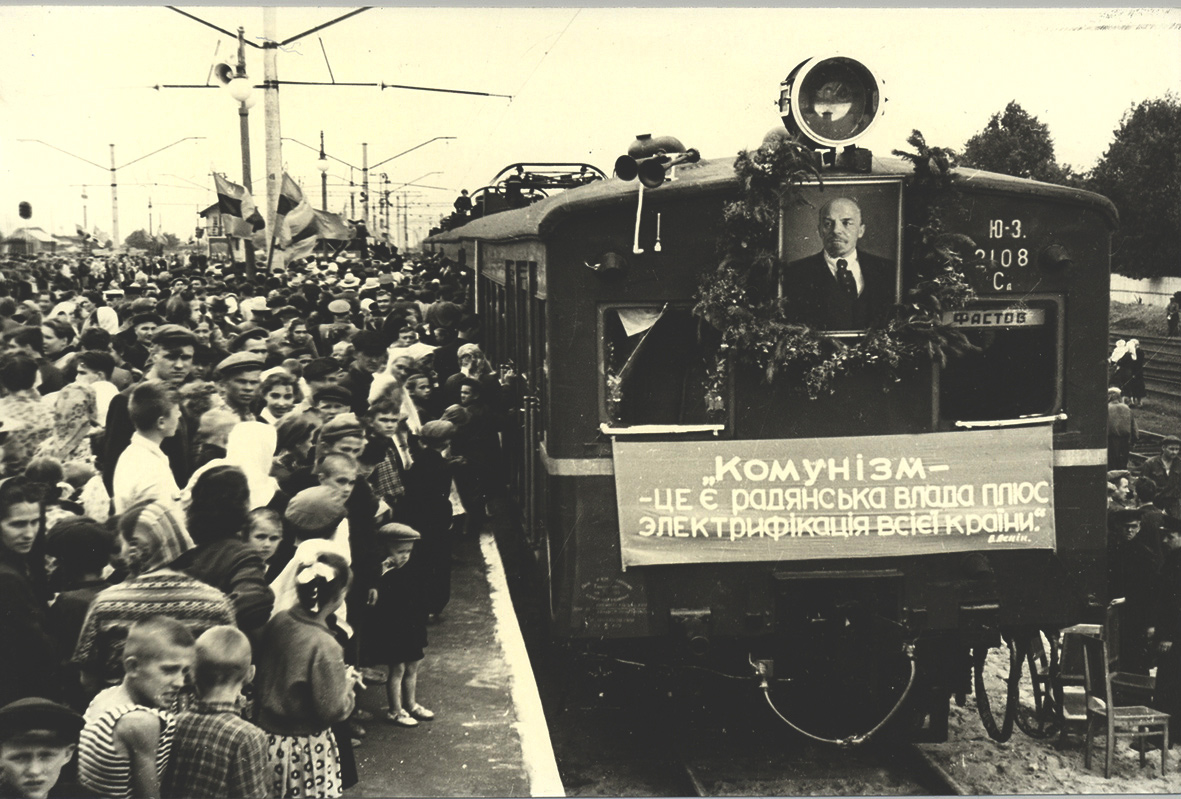
Сд-108
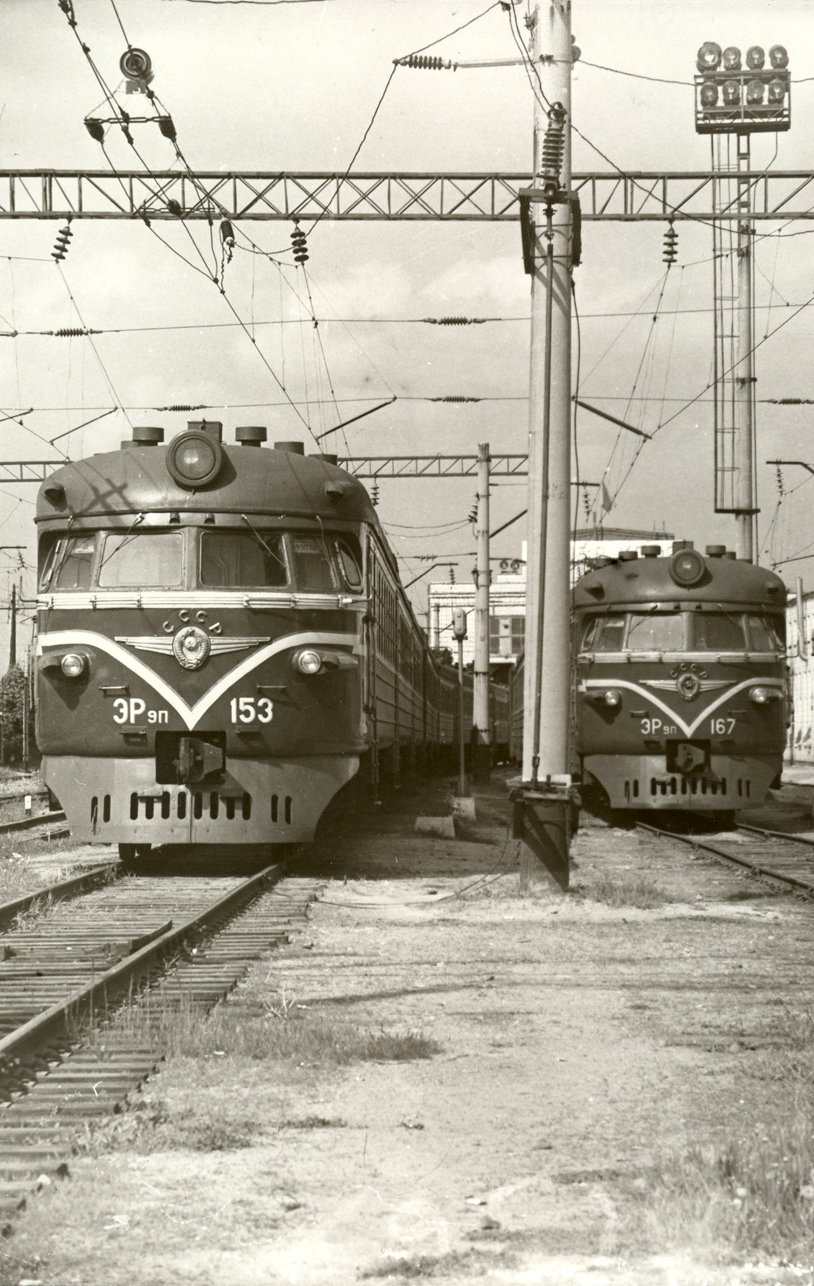
ЕР9п-153
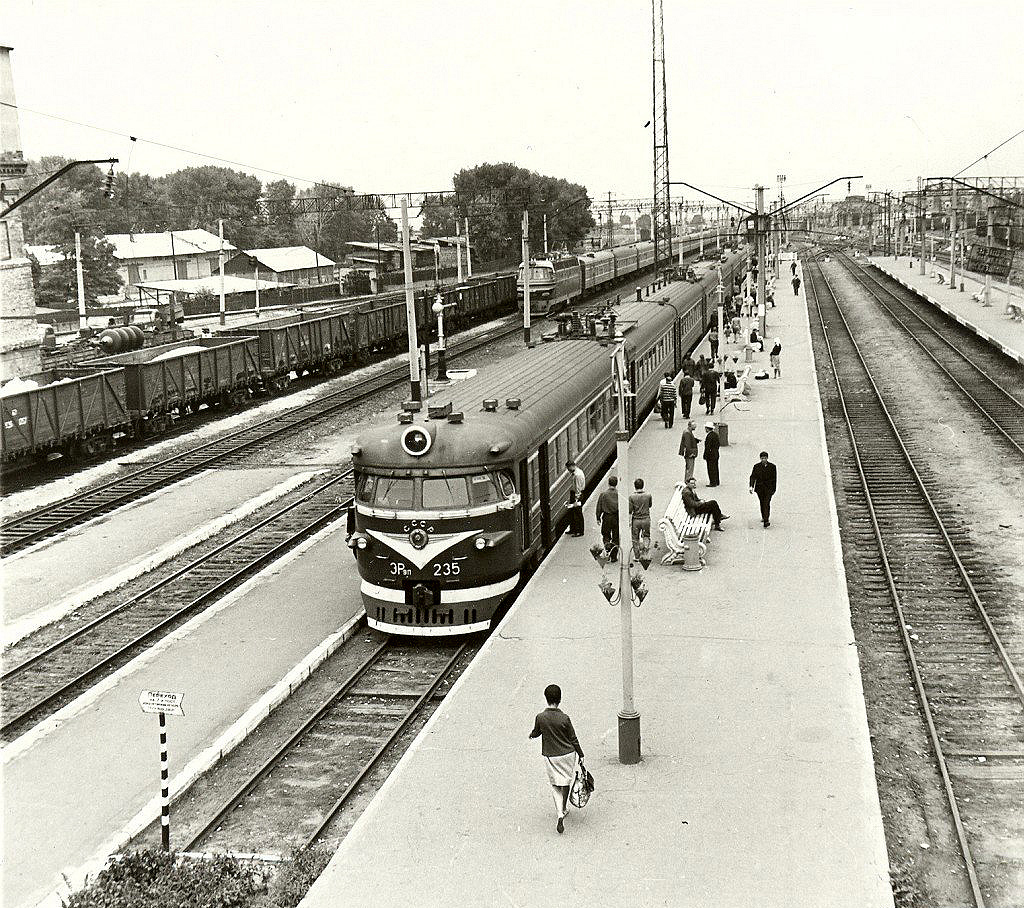
ЕР9п-235

Далеке сполучення
Станція Фастів І приймає пасажирів далекого сполучення. На станції зупиняються декілька пасажирських поїздів далекого сполучення, за винятком швидкісних і нічних експресів у напрямку Києва, Львова, Івано-Франківська, Ужгорода та інших великих міст.
З 23 вересня 2016 року на станції зупиняється нічний швидкий поїзд «Дунай» сполученням Київ — Ізмаїл.
Приміське сполучення
Приміські електропоїзди курсують зі станції Фастів I у 6 напрямках:
- Фастів — Київ;
- Фастів — Святошин;
- Київ — Миронівка (через Білу Церкву);
- Київ — Козятин I;
- Київ — Козятин I — Жмеринка;
- Київ — Фастів — Житомир тощо.

- Сд-108
- ЕР9п-153
- ЕР9п-235

За напрямком Київ — Роток курсують електропоїзди-експреси, які здійснюють перевезення мешканців Київської області на роботу в столицю і зворотно. Електропоїзди здійснюють лише дві зупинки: на станції Біла Церква та Фастів І. Час в дорозі зі столиці до Фастова складає близько 1 години, до Білої Церкви — 1,5 години.
З 22 серпня 2011 року призначено електропоїзд-експрес Київ — Житомир з єдиною зупинкою у Фастові.
Найчастіше електропоїзди прямують до Києва — кілька разів на годину, час у дорозі становить від 50 хв. до 1 год 15 хв.
Регіональні електропоїзди підвищеного комфорту (з провідниками в кожному вагоні і по місцях) курсують за напрямками Київ — Жмеринка — Гречани, Київ — Жмеринка — Рахни, Київ — Козятин I — Бердичів — Шепетівка — Рівне, Київ — Фастів — Житомир, Фастів — Київ — Ніжин — Чернігів — Славутич, Фастів — Київ — Ніжин — Конотоп. Раніше також курсували електропоїзди за напрямками Фастів — Київ — Конотоп — Ворожба і Фастів — Київ — Конотоп — Зернове/Шостка, однак вони були скасовані через російське вторгнення в Україну.
Тисячі фастівчан щоденно користуються послугами приміських електропоїздів, щоб дістатися на роботу до Києва, Вишневого, Боярки.

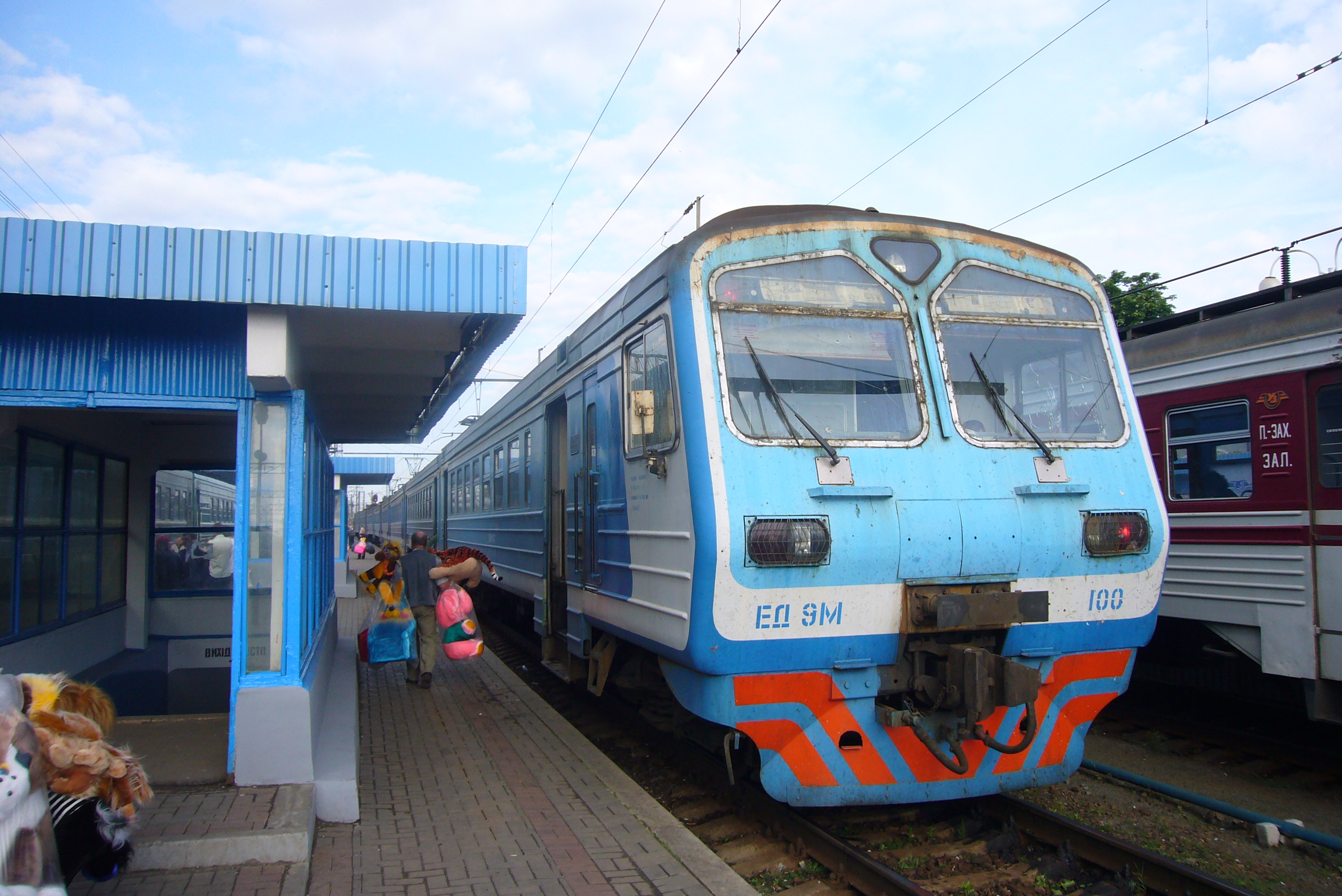
ЕД9М-0100
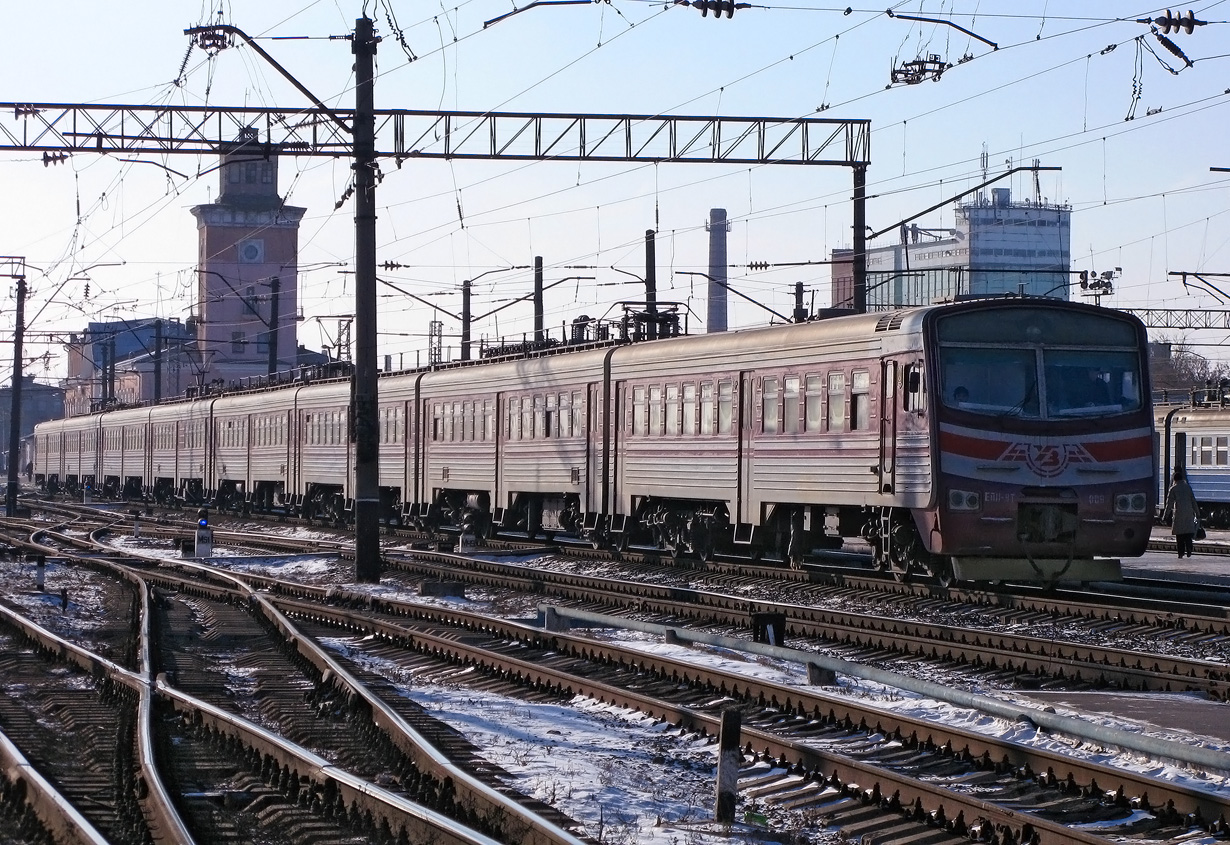
ЕПЛ9Т-009
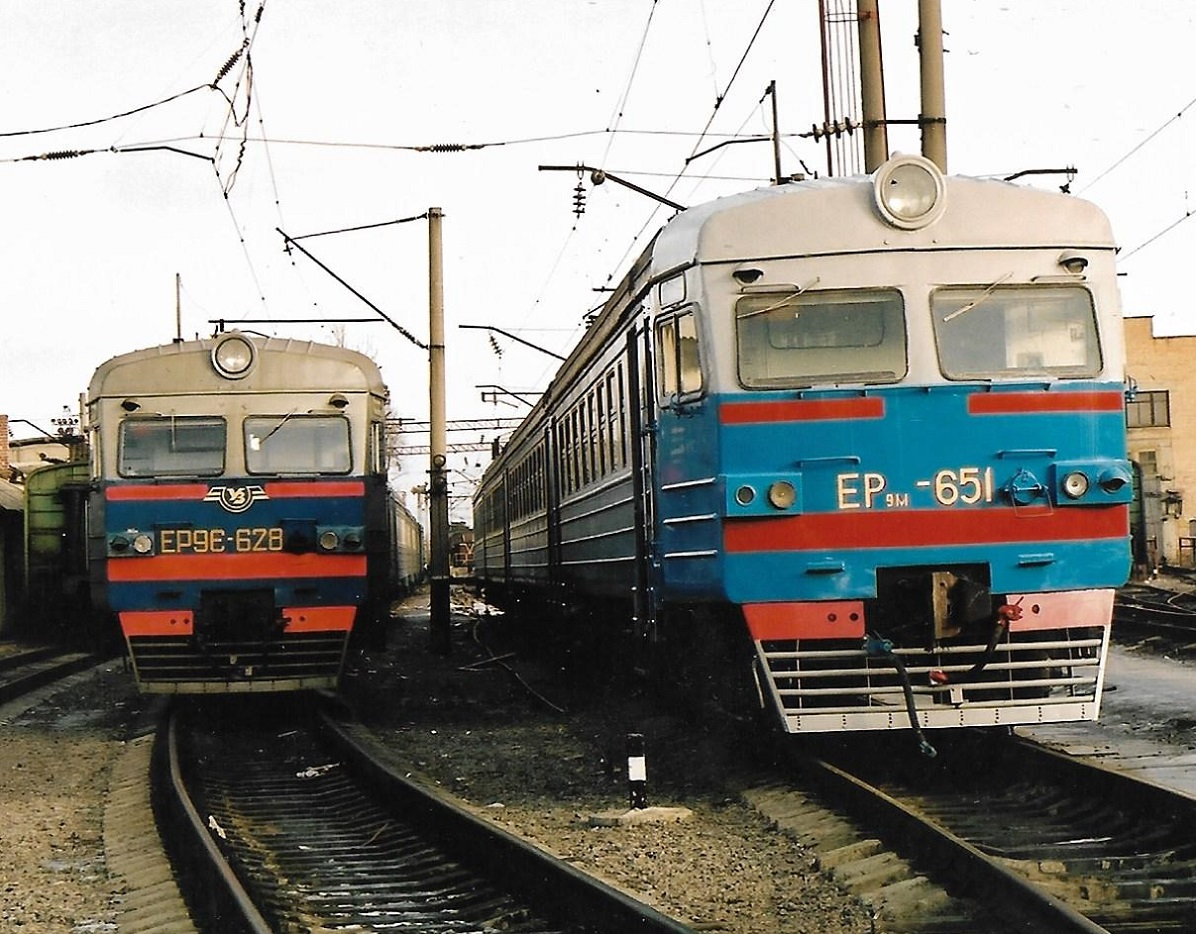
ЕР9Е-628, ЕР9М-651

Привокзальна площа є центром пасажирського транспорту в місті, де розташована автостанція приміського та міжміського сполучення, звідки вирушають автобуси до Києва, Житомира, Білої Церкви та населених пунктів Фастівського району. Всі міські автобусні маршрути (за винятком № 16 та № 17, що вирушають з протилежної сторони вокзалу та курсують по Завокзаллю) мають зупинку на Привокзальній площі. Для маршрутів № 1, 2, 3, 4, 5, 6, 8, 9, 14, 18, 20 та 21 Привокзальна площа є кінцевою, а маршрути № 10, 13, 15, 22 та 25 проїздом через вокзал здійснюють відстій від 5 до 10 хвилин. Така автобусна система дозволяє зручно дістатися мешканцям міста залізничного вокзалу, що з'єднаний з Привокзальною площею підземним переходом, а жителям Білоцерківського району області, що приїхали до Фастова на автобусі чи залізницею, швидко дістатися потрібної частини міста.

## Цікаві факти

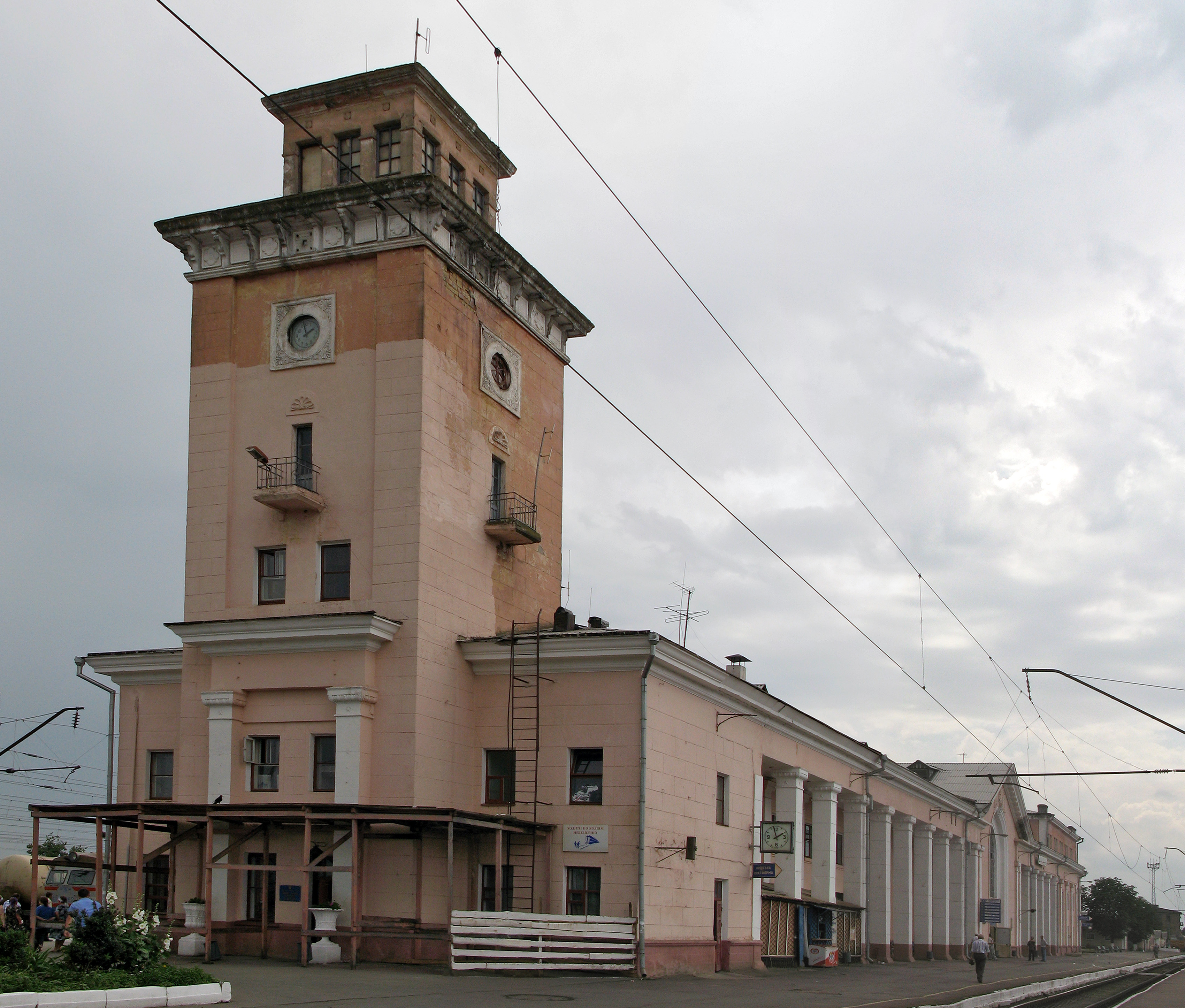
Будівля старого вокзалу (зруйнована у 2011 році)

Впродовж 1952—2011 років старий вокзал Фастів І був пам'яткою архітектури і значно більшим. Вокзал за архітектурними формами дещо нагадував паровоз та Київський вокзал у Москві.
Поруч із будівлею Фастівського залізничного вокзалу розташований Музей-вагон злуки УНР та ЗУНР.

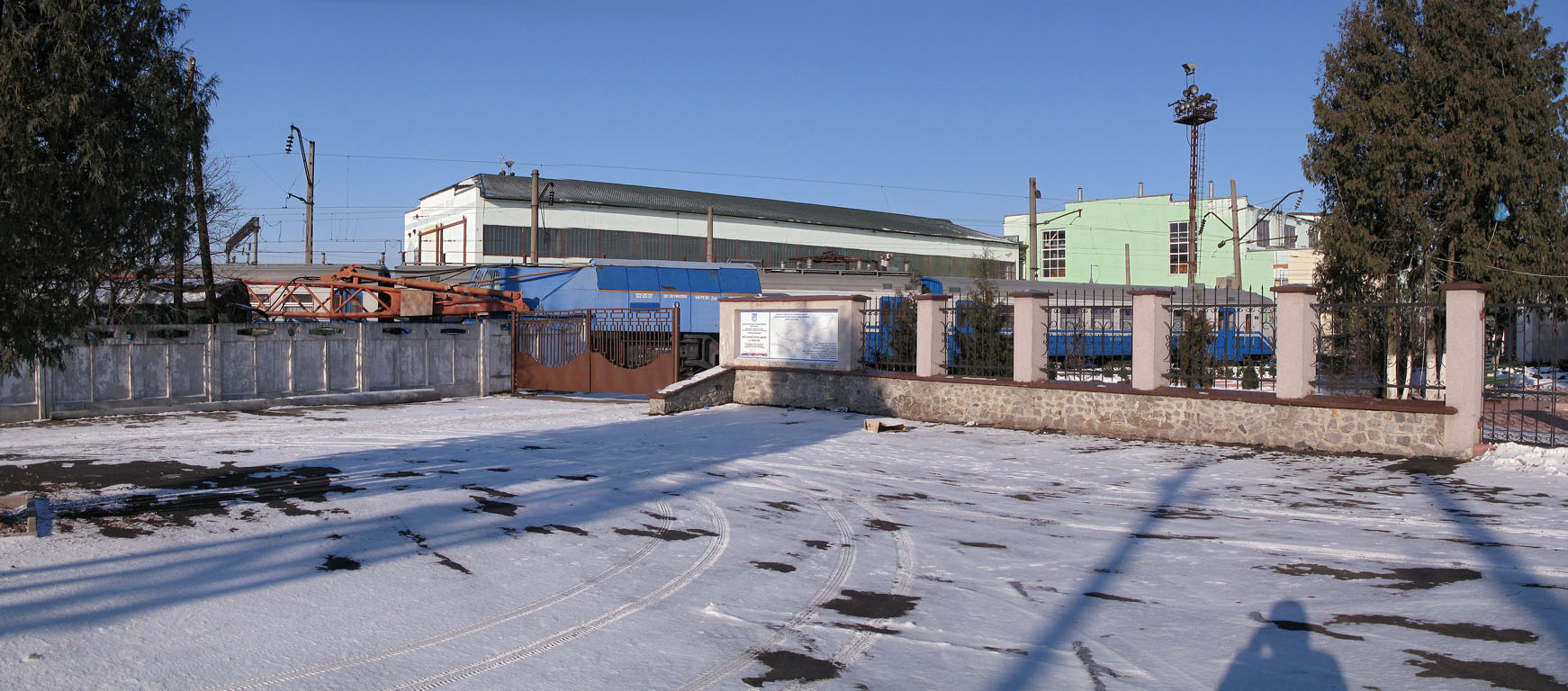
Моторвагонне депо «Фастів» (РПЧ-8)
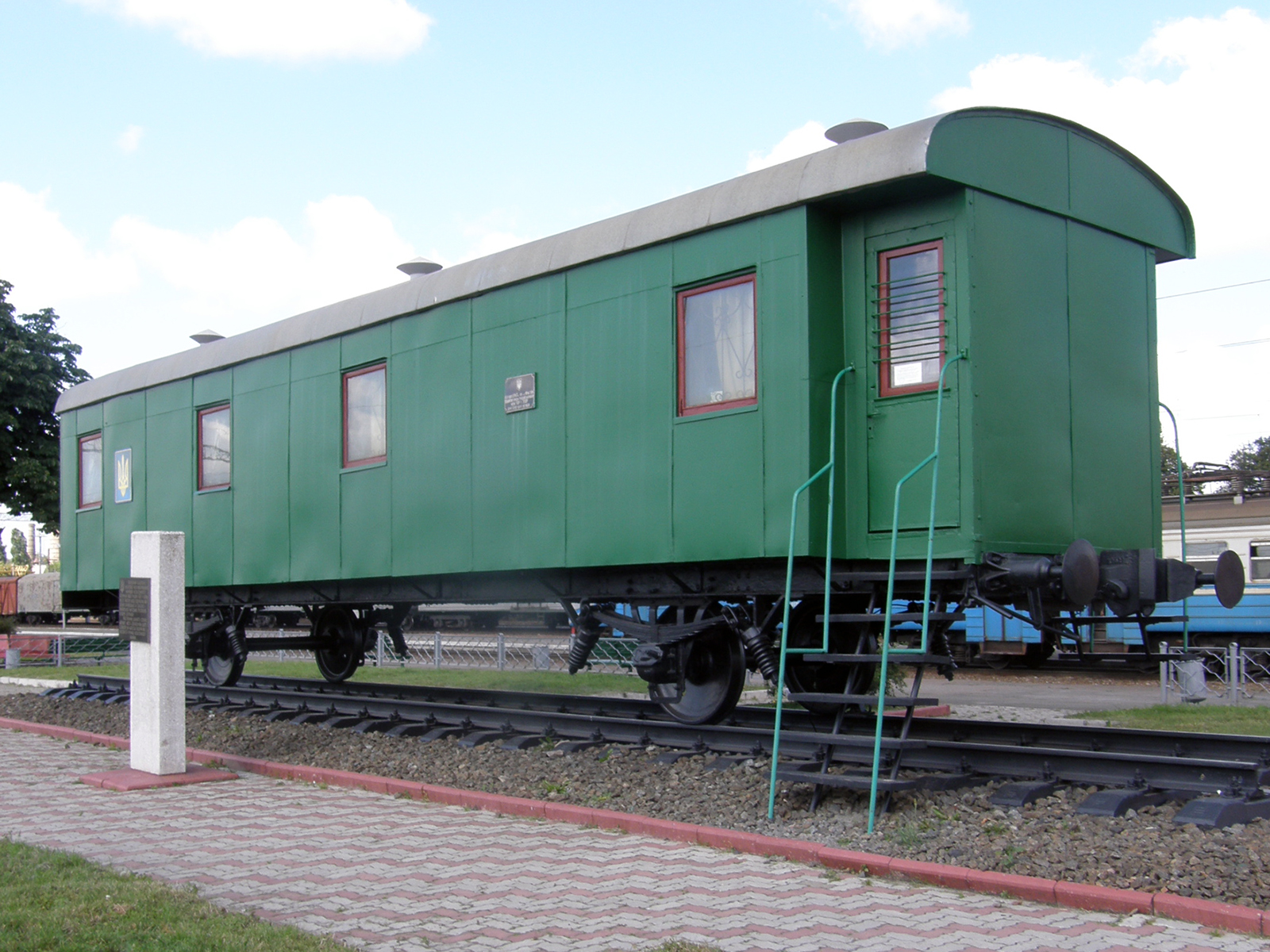
Вагон-музей на честь злуки ЗУНР з УНР на станції Фастів I